# Léon Biaudet
Léon Jules Biaudet, född 9 december 1882 i Helsingfors, död 4 februari 1968, var en finländsk läkare. Han var bror till Henry Biaudet och från 1922 gift med Ulla Bjerne.
Biaudet blev student 1902, medicine kandidat 1905 och medicine licentiat 1910. Han företog studieresor till Stockholm, Köpenhamn, Berlin, Wien, Jena, Heidelberg och Göttingen. Han blev amanuens vid Otto Engströms klinik och underläkare vid Humlebergs sjukhus 1907, var tillförordnad assistentläkare vid allmänna sjukhusets i Helsingfors syfilisavdelning, tillförordnad läkare vid allmänna sjukhuset i Jyväskylä och assistentläkare vid diakonissanstaltens i Helsingfors kirurgiska avdelning 1910–1912, stadsläkare i Borgå 1912–1914, lasarettsläkare i Lovisa från 1914; äldre assistentläkare vid industriidkarnas ambulans i Warszawa 1914–1915 och överläkare vid Lovisa allmänna sjukhus 1914–1954. 
Biaudet tilldelades minnesmedajer i för sitt deltagande i finska inbördeskriget, vinterkriget och fortsättningskriget, blev sanitetsmajor 1939 och tilldelades professors titel 1950. Han var även hedersprincipal i sparbanken för Östra Nyland.